# Косівський розпис (срібна монета)
«Ко́сівський ро́зпис» — срібна пам'ятна монета номіналом 10 гривень, випущена Національним банком України, присвячена косівській кераміці, яка отримала свою назву від міста Косів Івано-Франківської області. Основні елементи косівського розпису — квіти, візерунки, що переходять у геометричний орнамент; птахи та зображення людей у національному гуцульському одязі виконані в особливій гамі переважно зеленого, жовтого та коричневого кольорів.
Монету введено в обіг 15 серпня 2017 року. Вона належить до серії «Українська спадщина».

## Опис монети та характеристики
| Номінал грн. | Метал            | Маса, г | Діаметр, мм | Якість виготовлення | Гурт                           | Тираж, штук |
| ------------ | ---------------- | ------- | ----------- | ------------------- | ------------------------------ | ----------- |
| 10           | срібло 999 проби | 31,1    | 32          | пруф                | гладкий із заглибленим написом | 3 500       |

### Аверс
На аверсі монети розміщено: угорі півколом напис «УКРАЇНА», під яким праворуч — рік карбування монети 2017 та малий Державний Герб України; стилізовану композицію: на дзеркальному тлі в центрі — куманець із розписом, праворуч і ліворуч від якого зображено фігури дівчини та хлопця в національних костюмах — елементи косівських розписів; унизу півколом номінал — «ДЕСЯТЬ ГРИВЕНЬ».

### Реверс
На реверсі монети зображено кольорову (використано тамподрук) тарілку із зображенням півня (ввігнута поверхня) та півколом розміщено написи: «КОСІВСЬКИЙ РОЗПИС» (угорі), «ТАРІЛКА ПІВНИК» (унизу), праворуч і ліворуч на дзеркальному тлі — стилізовані півники.

## Автори

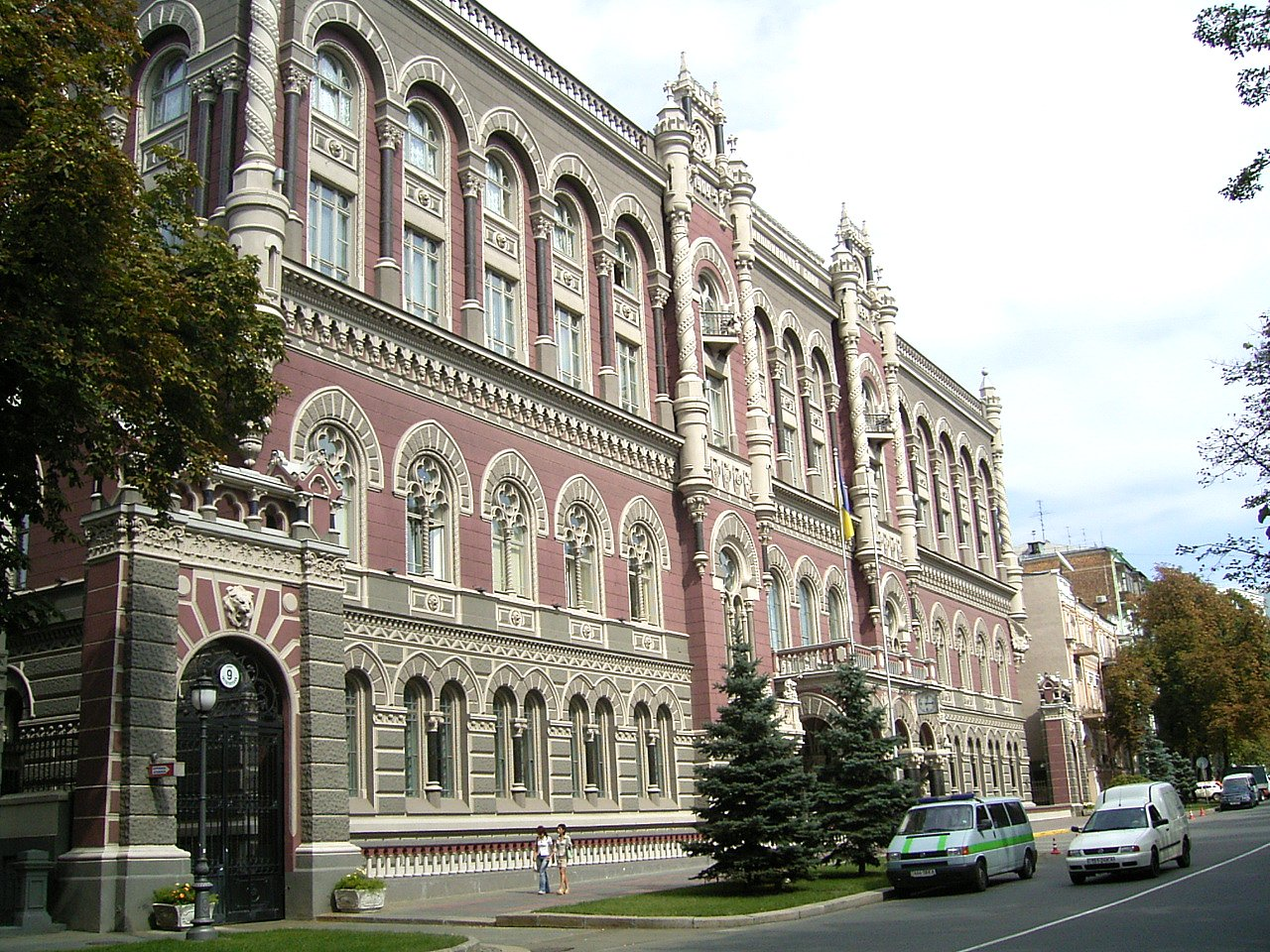
Будівля Національного банку України

- Художники: Таран Володимир, Харук Олександр, Харук Сергій.
- Скульптор — Атаманчук Володимир.

## Вартість монети
Під час введення монети в обіг у 2017 році, Національний банк України реалізовував монету через свої філії за ціною 965 гривень.
Фактична приблизна вартість монети з роками змінювалася так:
| Рік        | 2018  | 2019  | 2020  | 2021  | 2022  | 2023  | 2024  | 2025  |
| ---------- | ----- | ----- | ----- | ----- | ----- | ----- | ----- | ----- |
| Ціна, грн. | 1 260 | 1 200 | 1 160 | 2 200 | 2 500 | 6 200 | 8 900 | 9 900 |